# 马标
马标（1880年—1959年），字锦颿，号罢古山人，白族，云南洱源玉湖镇马家营村人，中华民国政治人物、铁路工程师。

## 生平
光绪二十七年（1901年）入云南高等学堂，毕业后赴日留学，就读镰仓铁道学校。留日期间加入同盟会滇支部，与李根源、吕志伊主编《云南杂志》。归国后担任云南讲武堂数学和几何教官，后参加昆明重九起义，后奉命勘测川滇铁路并任滇西公路段总工程师。1912年奉蔡锷之命赴美实习铁道，在南太平洋运输公司任实习工程师，1915年归国。1916至1917年出任路南县知事，任内筹款修建路南州文庙前后殿宇及魁星阁，编纂有《路南州志》。1923年受驻粤滇军将领邀请赴广东任少将顾问官，后被孙中山委派为广九铁路、广三铁路总稽查及广东省花县县长。北伐战争开始后回到云南，任云南实业厅参事、铁路工程学校教育长，1930年任云南文史馆馆员。1959年12月11日病逝于昆明。